# Marche des volontaires de Terrebonne
La marche des volontaires de Terrebonne est un chant militaire québécois composé et écrit par le sergent Chapleau de Terrebonne (Québec) en 1863 sur l'air de Souviens-toi, jeune soldat. Il est possible que ce soit Pierre Chapleau, à condition qu'il ait bien été de la paroisse de Saint-Louis de Terrebonne. Il a été écrit dans le contexte de la mobilisation des zouaves pontificaux pour la défense des États pontificaux contre le royaume d'Italie à partir de 1861, conduisant à la bataille de Rome en 1870.
La partition a été publiée chez le typographe Eusèbe Senécal à Montréal.

## Paroles
La marche des volontaires de Terrebonne
(Introduction musicale)

Partout le canon gronde,

Sa voix sème la terreur, (bis)

Chez tous les peuples du monde

La guerre se rallume avec fureur.

Refrain :

Canadiens, fils de soldats,

préparons-nous aux combats.

En avant ! En avant !

Chacun à son régiment.

Que notre brave jeunesse

Au champ de l’honneur s’empresse.

Irions-nous donc (bis) ternir le nom

Des vainqueurs (bis) de Carillon.
Naguère si placides,

Quittant là leurs ateliers, (bis)

Dans des luttes fratricides

Les Yankees s’entregorgent par milliers.

(Refrain)
Seuls nous avons peut-être

Joui de cinquante ans de paix, (bis)

Ne peut-on pas voir paraître

Sur notre horizon des jours plus mauvais ?

(Refrain)
Jonathan aux longues serres

Voulant réparer l’échec, (bis)

Qu’il va subir chez nos frères,

Pourrait tourner ses regards vers Québec.
(Refrain)
Pour parer à l’orage

Nous croiserions-nous les bras ? (bis)

Subirions-nous cet outrage

De nous laisser subjuguer sans combats ?

(Refrain)
Issus de nobles races

De peuples fiers et guerriers, (bis)

Nous devons suivre leurs traces

Et partager leur amour des lauriers.

(Refrain)
Jurons à la patrie,

Vienne l'heure du danger, (bis)

Que cette terre chérie

Jamais ne gémira sous l'étranger !

(Refrain).